# Lidia Camarena Adame
Lidia Camarena Adame (Ciudad de México, 15 de julio de 1939) es una política mexicana, miembro del Partido Revolucionario Institucional (PRI). Ha sido, entre varios cargos públicos, diputada federal de 1979 a 1982.

## Biografía
Realizó sus estudios de primaria y secundaria en planteles de la Ciudad de México, la preparatoria en la Escuela Nacional Preparatoria plantel 4 y es licenciada en Economía egresada de la entonces Escuela Nacional de Economía de la Universidad Nacional Autónoma de México (UNAM) donde se tituló el 2 de mayo de 1968 con una tesis sobre Desarrollo Administrativo. De 1965 a 1966 realizó un curso de Administración para el Desarrollo en la Escuela Interamericana de Administración Pública en Río de Janeiro y de 1968 a 1973 el doctorado en Administración Pública en la Facultad de Ciencias Políticas y Sociales de la UNAM. De 1970 a 1971 realizó un curso de Administración Municipal en Berlín, Alemania y en la Universidad de Leeds, Reino Unido, y en 1972 un curso de Administración en la Escuela de Graduados del Instituto Tecnológico y de Estudios Superiores de Monterrey (ITESM).
Es miembro del PRI desde 1969. De 1965 a 1968 fue asesora del oficial mayor de la Secretaría de Obras Públicas, de 1968 a 1970 fue jefa de organización de personal de Petróleos Mexicanos, de 1970 a 1972 asesora del oficial mayor de la Secretaría de Comunicaciones y Transportes, de 1972 a 1973 asesora del subsecretario de Egresos Julio Rodolfo Moctezuma y de 1973 a 1975 del titular de la Secretaría de Hacienda y Crédito Público. De 1975 a 1976 fue coordinadora nacional de Logística y de la reuniones sectoriales de temas económicos de la campaña presidencial de José López Portillo en el Instituto de Estudios Políticos, Económicos y Sociales (IEPES) del PRI, siendo titular del instituto el mismo Moctezuma.
Ya en el gobierno de López Portillo, fue nombrada en 1977 directora de Desarrollo de la Comunidad de la Secretaría de Asentamientos Humanos y Obras Públicas y de 1977 a 1979 fue directora de Administración y Finanzas de Productos Pesqueros Mexicanos S.A. de C.V. Renunció a este cargo en 1979 para ser candidata del PRI y elegida diputada federal por el Distrito 8 del Distrito Federal a la LI Legislatura que culminó en 1982, y en las que fue integrante de las comisiones de Hacienda y Crédito Público; y, de Presupuesto y Cuenta Pública. Paralelamente, de 1981 a 1983 fue subsecretaria de la secretaría de Organización del comité nacional del PRI. 
En 1983 fue acusada y procesada por el delito de fraude y falsificación de documentos por 10 millones de pesos durante su gestión en Productos Pesqueros Mexicanos; sus acusaciones causaron polémica y son consideradas parte de la política denominada «Renovación moral» ejercida por el nuevo gobierno de Miguel de la Madrid.
Retornó a la actividad política en el PRI en 1997 como asesora de los presidentes nacionales Mariano Palacios Alcocer, José Antonio González Fernández y Dulce María Sauri Riancho y como secretaria técnica de la secretaría general de 2001 a 2004, fue miembro de las comisiones de Fiscalización y Presupuestos de 2002 a 2008, de Equidad y Género, y de Globlalización de 2005 a 2006, y de Seguridad Pública en 2006. Así como consejera nacional de 2005 a 2008 e integrante del comité ejecutivo nacional de la Asociación Nacional Revolucionaria "General Leandro Valle".